# Yoko (film)
Yoko är en tysk-österrikisk-svensk barnfilm från 2012 som bygger på barnböckerna med samma namn av den tyska författaren Knister.

## Handling
Elvaåriga Pia hittar i sin trädkoja en vild yeti som dansar till musiken på hennes MP3-spelare. Till en början är båda rädda, men till slut blir yetin en riktig vän och hon försöker hålla honom gömd så gott det går. Men Pia är inte den enda som vill ha djuret. En djurparksdirektör anställer en medbrottsling för att fånga djuret för att bli en av de mest kända männen i världen. Med hjälp av sin syster Marcella och vän Lukas försöker Pia förstöra djurfångarnas planer.

## Rollista
- Jamie Bick – Pia
- Jessica Schwarz – Katja
- Tobias Moretti – Thor van Sneider
- Justus von Dohnányi – djurparksdirektör Kellermann
- Lilly Reulein – Marcella
- Friedrich Heine – Lukas
- Hoang Dang-Vu – Lhapka
- Giora Seeliger – äldre väktare
- Theresa Underberg – repporter
- Philipp Rafferty – Pias pappa

### Svenska röster
- Zara Larsson – Pia
- Per Sandborgh – Van Sneider
- Sofia Wendt – Marcella
- Karl Nygren – Lucas
- Anna Carlsson – Katja
- Christian Fex – Kellerman
- Niklas Falk – Lobsang
- Alexander Astinder – Lhakpa
- Gunnar Ernblad – Schecker
- Alexander Lundqvist – skolpojke
- Övriga röster – Jörn Savér, Hans Jonsson, Ester Sjögren, Johanna Ugand, Lasse Svensson, Annika Rynger, Anders Öjebo
- Översättning – Per Sandborgh
- Regi – Charlotte Ardai Jennefors
- Svensk version producerad av Eurotroll[9]

## Produktion
Filmen spelades in i Eching am Ammersee, Augsburg, Wien, Hessen, Baden-Württemberg och Studio Babelsberg.